# متحف تل أبيب للفنون
متحف تل أبيب للفنون (بالعبرية: מוזיאון תל אביב לאמנות) هو متحف للفن في تل أبيب، إسرائيل. تأسس عام 1932م، افتتح مائير ديزنغوف جناح «هيلينا روبنشتاين» للفن المعاصر في عام 1959م. تم نقل المتحف إلى موقعه الحالي في شارع الملك شاول في عام 1971م. تمت إضافة جناح آخر في عام 1999م وأنشئت «لولا بير إبنر» حديقة النحت.
يعرض المتحف أعمالاً لفنانين محليين وأجانب. ويضم مجموعة شاملة من الفن الكلاسيكي والمعاصر، وخصوصاً الفن الإسرائيلي، وحديقة النحت وجناح الشباب. وهو واحد من أكبر متاحف الفن في إسرائيل والأكثر أهمية، يتواجد في المتحف عدة مجالات منها:
- التصوير الفوتوغرافي
- الرسم
- الطباعة
- تصميم الهندسة المعمارية
- الفن من القرن السادس عشر حتى القرن التاسع عشر.

## معرض الصور

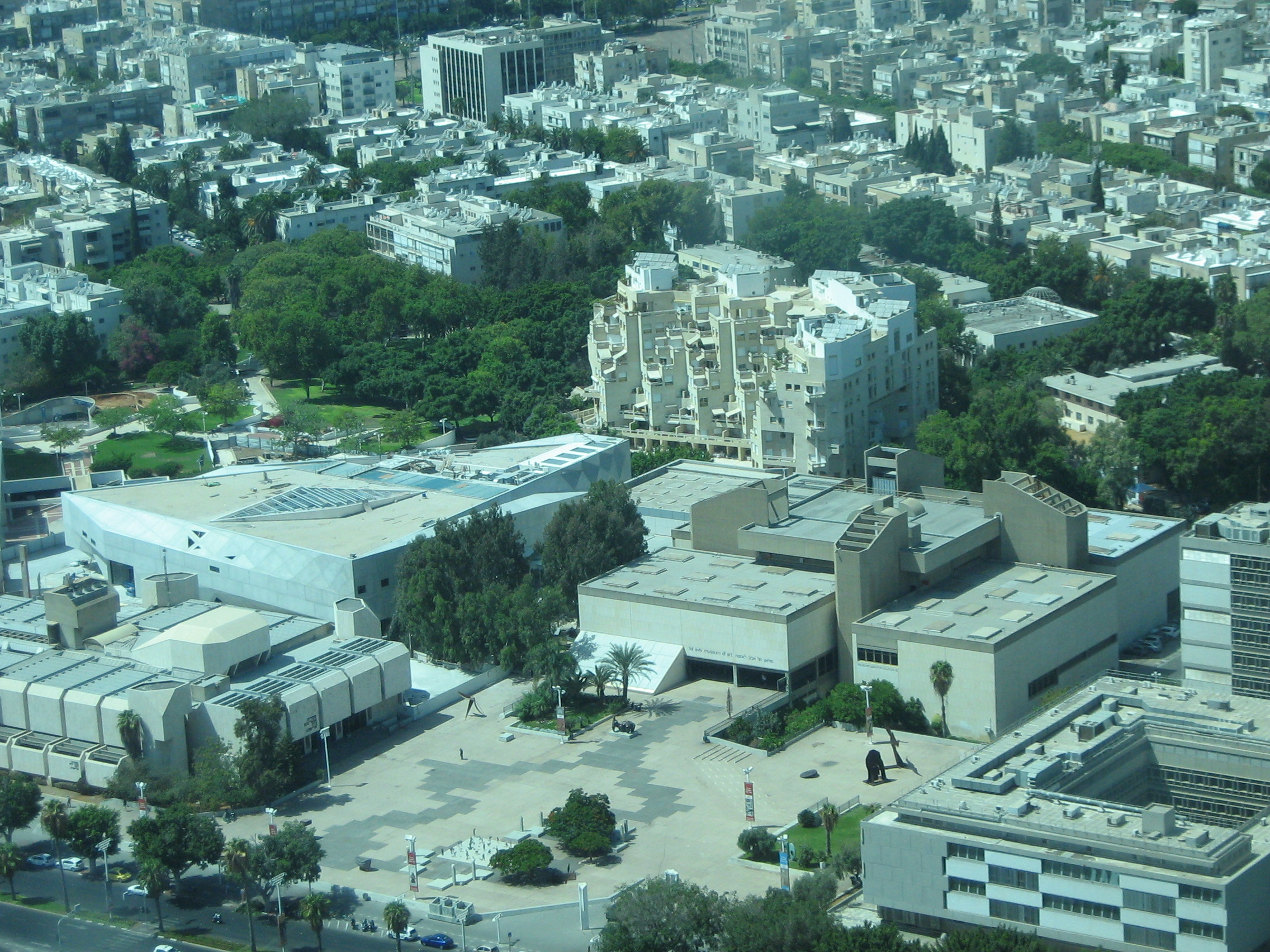
صورة جوية للمتحف.
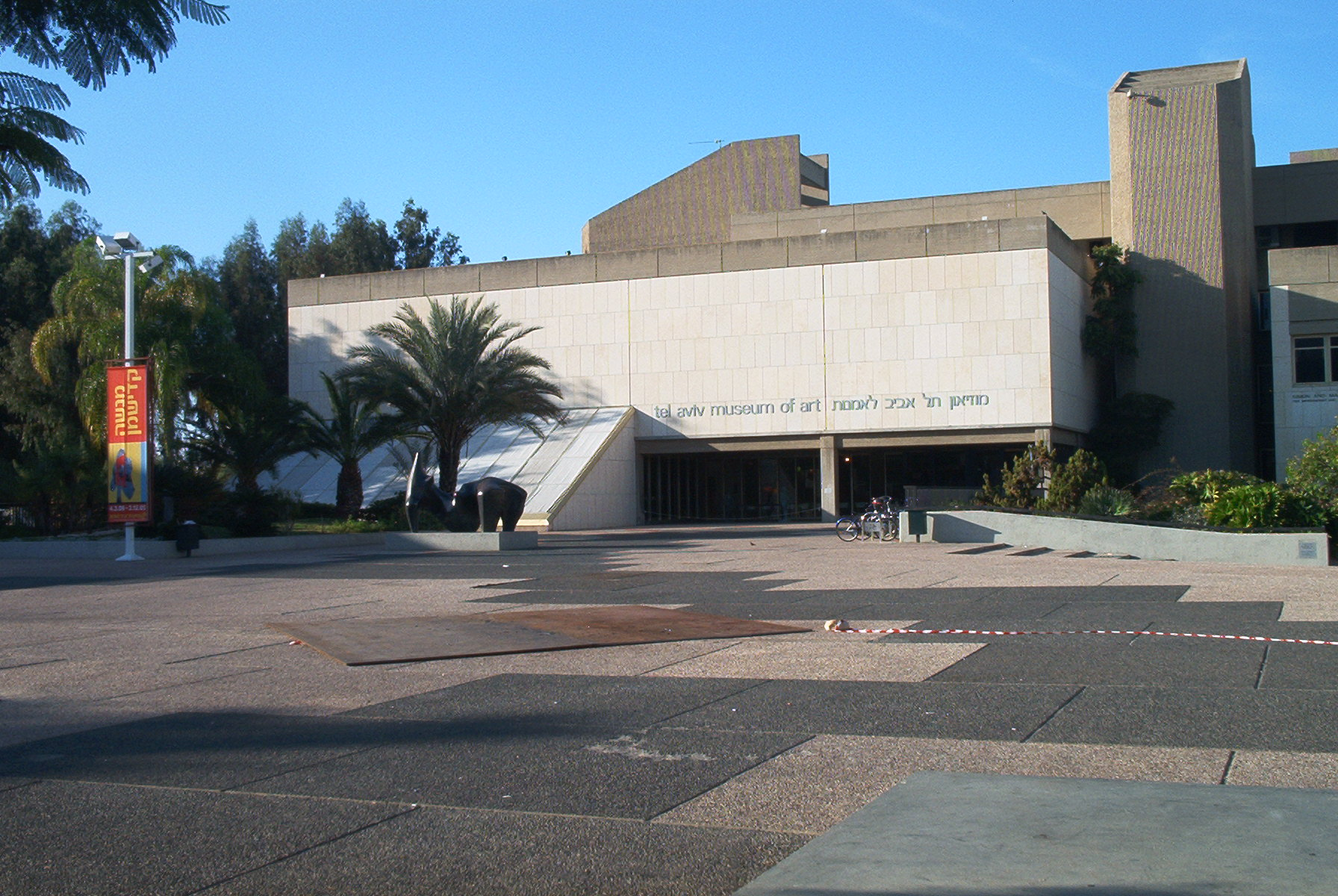
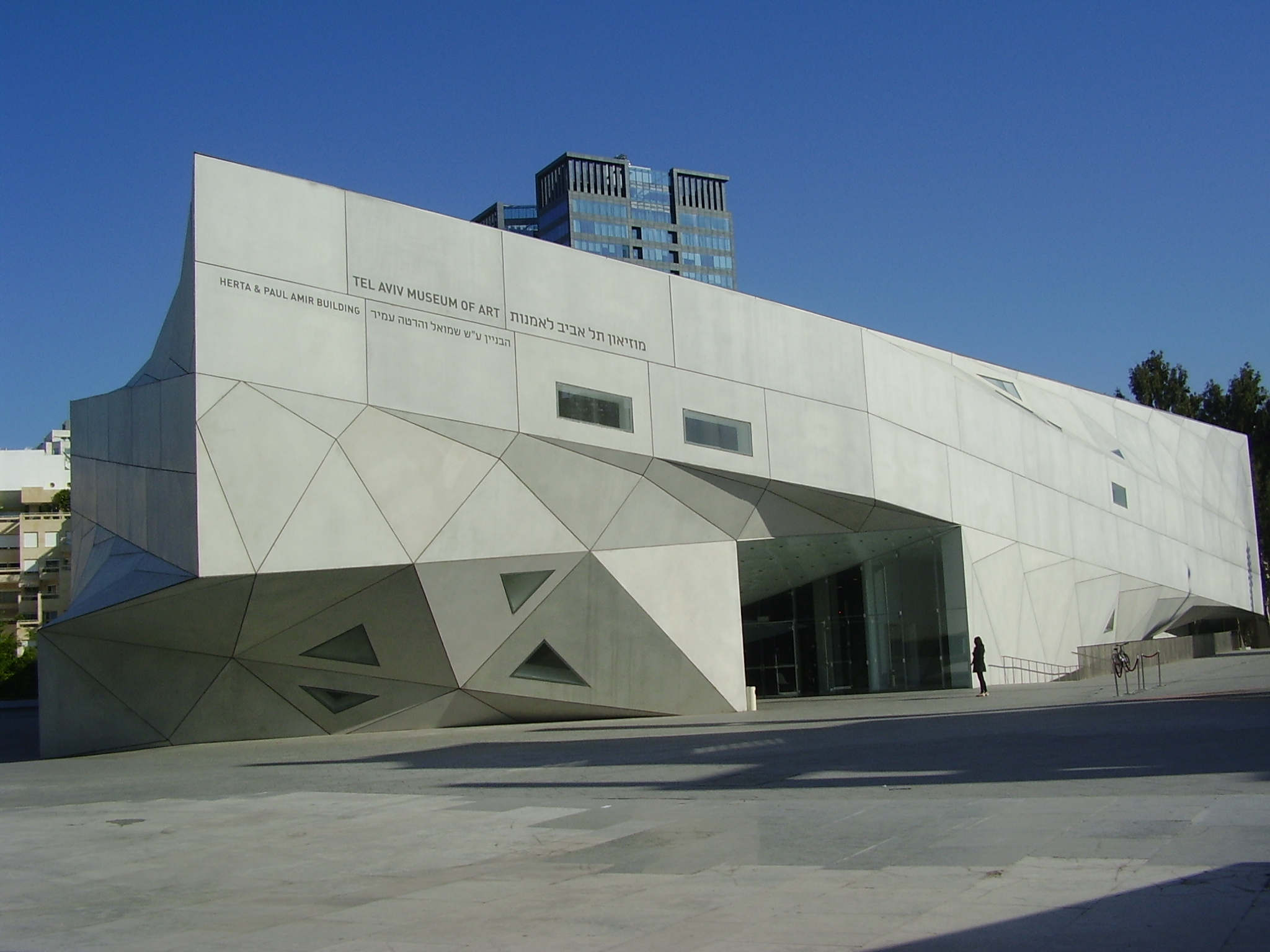
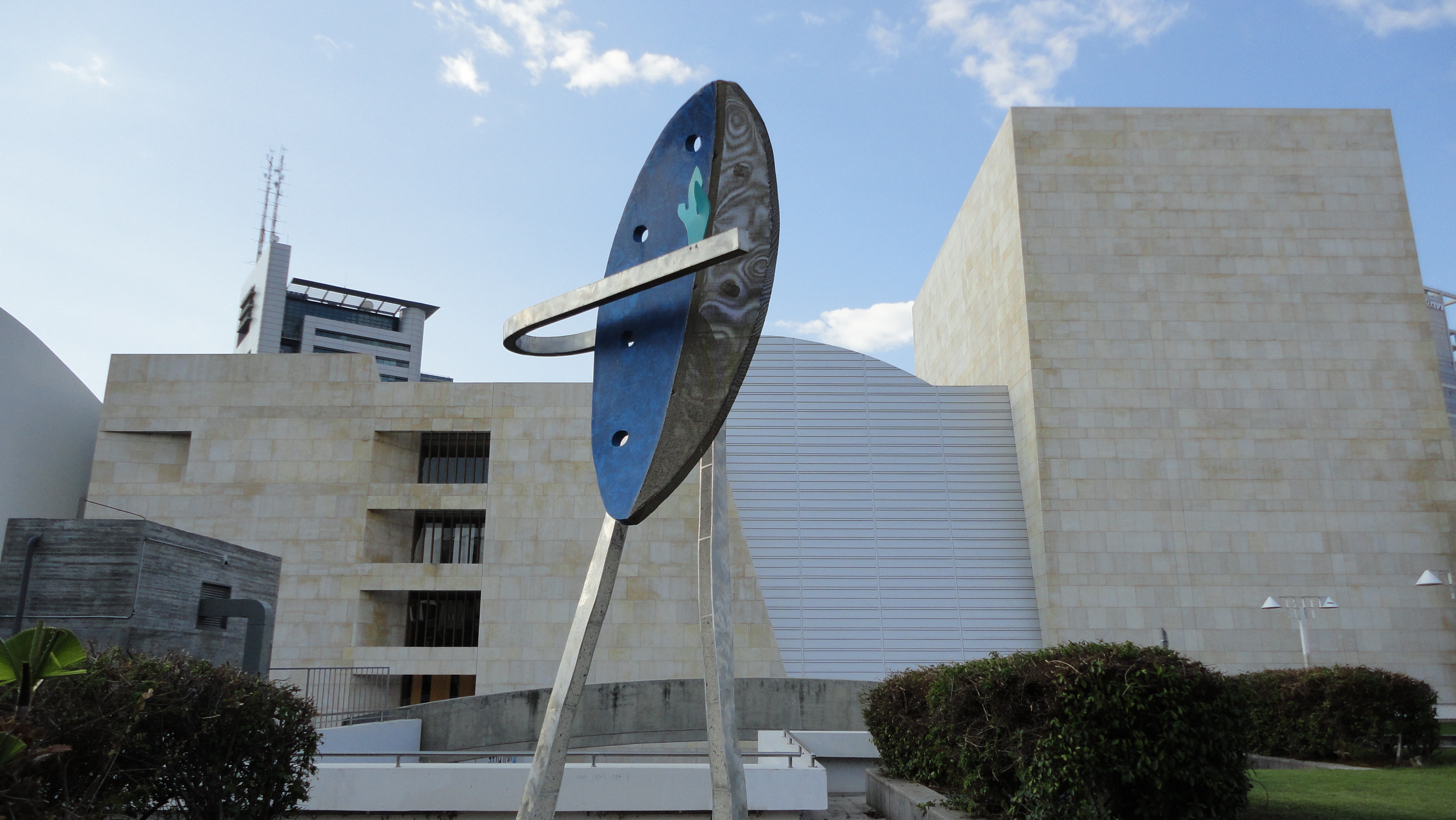
عَمل فني للنَحات زيجي بن حاييم بعنوان "خطوة رائعة" (2003)، أمام متحف تل أبيب للفنون.